# Strychnos xylophylla
Strychnos xylophylla är en tvåhjärtbladig växtart som beskrevs av Ernest Friedrich Gilg. Strychnos xylophylla ingår i släktet Strychnos och familjen Loganiaceae. Inga underarter finns listade i Catalogue of Life.